# Булаксай (Актюбинская область)
Булаксай (каз. Бұлақсай, до 2010 г. — Лохвицкое) — упразднённое село в Алгинском районе Актюбинской области Казахстана. Входил в состав Акайского сельского округа. Ликвидирован в 2012 году. Код КАТО — 153239200.

## Население
| Численность населения | Численность населения | Численность населения |
| 1989                  | 1999                  | 2009                  |
| --------------------- | --------------------- | --------------------- |
| 255                   | ↘210                  | ↘30                   |

В 1989 году население села составляло 255 человек. Национальный состав: казахи — 74 %. В 1999 году население села составляло 210 человек (112 мужчин и 98 женщин). По данным переписи 2009 года в селе проживало 30 человек (14 мужчин и 16 женщин).